# Fotbal Club Viitorul Constanța 2015-2016
Questa voce raccoglie le informazioni riguardanti il Fotbal Club Viitorul Constanța nelle competizioni ufficiali della stagione 2015-2016.

## Rosa
| N. |                    | Ruolo | Calciatore         |
| -- | ------------------ | ----- | ------------------ |
| 1  | Brasile (bandiera) | P     | Peterson Peçanha   |
| 3  | Romania (bandiera) | C     | Ciprian Perju      |
| 4  | Romania (bandiera) | C     | Ioan Filip         |
| 6  | Romania (bandiera) | D     | Romario Benzar     |
| 7  | Romania (bandiera) | C     | Florin Tănase      |
| 8  | Romania (bandiera) | C     | Carlo Casap        |
| 9  | Romania (bandiera) | A     | Vlad Rusu          |
| 10 | Romania (bandiera) | C     | Florin Cernat      |
| 11 | Spagna (bandiera)  | C     | Pablo de Lucas     |
| 12 | Romania (bandiera) | P     | Arpad Tordai       |
| 13 | Romania (bandiera) | D     | Andrei Sava        |
| 15 | Romania (bandiera) | C     | Alexandru Cicaldau |
| 16 | Romania (bandiera) | C     | Dragoș Nedelcu     |
| 18 | Romania (bandiera) | C     | Răzvan Marin       |
| 21 | Francia (bandiera) | D     | Kévin Boli         |

| N. |                    | Ruolo | Calciatore         |
| -- | ------------------ | ----- | ------------------ |
| 22 | Romania (bandiera) | C     | Cristian Ganea     |
| 24 | Romania (bandiera) | C     | Bănel Nicoliță     |
| 25 | Romania (bandiera) | C     | Aurelian Chițu     |
| 29 | Romania (bandiera) | D     | Robert Hodorogea   |
| 30 | Romania (bandiera) | C     | Romario Benzar     |
| 31 | Romania (bandiera) | P     | Alexandru Buzbuchi |
| 35 | Romania (bandiera) | C     | Adrian Boitoș      |
| 93 | Francia (bandiera) | D     | Hérold Goulon      |
| 98 | Romania (bandiera) | A     | Florinel Coman     |
|    | Romania (bandiera) | D     | Szabolcs Kilyen    |
|    | Romania (bandiera) | C     | Andrei Ciobanu     |
|    | Romania (bandiera) | C     | Doru Dumitrescu    |
|    | Romania (bandiera) | C     | Daniel Gheorghe    |
|    | Romania (bandiera) | D     | Tiberiu Capusa     |